# Llista de monuments de Ventalló
Llista de monuments de Ventalló inclosos en l'Inventari del Patrimoni Arquitectònic de Catalunya al terme municipal de Ventalló (Alt Empordà). Inclou els inscrits en el Registre de Béns Culturals d'Interès Nacional (BCIN), catalogats com a monuments històrics, i els béns culturals d'interès local (BCIL) de caràcter arquitectònic.
| Monument                                          | Protecció    | Estil/època                                     | Localització                                                                             | Coordenades                                          | Codi?         | Imatge |
| ------------------------------------------------- | ------------ | ----------------------------------------------- | ---------------------------------------------------------------------------------------- | ---------------------------------------------------- | ------------- | --- |
| Castell de Pelacalç                               | BCIN 1733-MH | Obra popular XII-XIII                           | Ventalló Dins del nucli urbà de Pelacalç                                                 | 42° 08′ 43″ N, 3° 04′ 15″ E / 42.145415°N,3.070915°E | RI-51-0006152 | Carregueu una nova foto d'aquest monument                                                                                                 |
| Casa del Delme, antic castell                     | BCIN 1734-MH | Obra popular XVI-XVII                           | Ventalló C. Major - pl. Major                                                            | 42° 08′ 55″ N, 3° 01′ 37″ E / 42.148719°N,3.026957°E | RI-51-0006153 | Casa del Delme (Ventalló) · Vegeu més fotos d'aquest monument · Carregueu una nova foto d'aquest monument                                 |
| Palau dels Margarit, Ca l'Isern, Palau de Montiró | BCIN 1735-MH | Renaixement, obra popular XVII                  | Ventalló C. Palau, 1, Montiró                                                            | 42° 09′ 18″ N, 3° 04′ 11″ E / 42.154929°N,3.06976°E  | RI-51-0006155 | Palau dels Margarit (Ventalló) · Vegeu més fotos d'aquest monument · Carregueu una nova foto d'aquest monument                            |
| Torre a Cal Ferrer, Torre a Vila-robau            | BCIN 1737-MH | Gòtic, obra popular XV-XVI, XVII-XVIII          | Ventalló C. Rectoria, 5 - pl. de la Rectoria, Vila-robau                                 | 42° 09′ 54″ N, 3° 00′ 31″ E / 42.164911°N,3.008548°E | RI-51-0006158 | Torre a Cal Ferrer (Ventalló) · Vegeu més fotos d'aquest monument · Carregueu una nova foto d'aquest monument                             |
| Porta i murs de Ventalló                          | BCIN 1925-MH | Medieval                                        | Ventalló                                                                                 | 42° 08′ 54″ N, 3° 01′ 37″ E / 42.148403°N,3.026844°E | RI-51-0006154 | Carregueu una nova foto d'aquest monument                                                                                                 |
| Mas Parramon                                      | BCIN 4363-MH | Obra popular XVII                               | Ventalló C. del Pou - c. del Mar                                                         | 42° 08′ 56″ N, 3° 01′ 39″ E / 42.148866°N,3.027409°E | IPA-20380     | Mas Parramon (Ventalló) · Vegeu més fotos d'aquest monument · Carregueu una nova foto d'aquest monument                                   |
| Església parroquial de Sant Miquel                | BCIL 2011    | Gòtic tardà, barroc, obra popular XVII          | Ventalló Pl. de la Font                                                                  | 42° 08′ 57″ N, 3° 01′ 35″ E / 42.149141°N,3.026471°E | IPA-20379     | Església parroquial de Sant Miquel (Ventalló) · Vegeu més fotos d'aquest monument · Carregueu una nova foto d'aquest monument             |
| Can Sastregener, Can Sostregener                  | BCIL 2011    | Renaixement, obra popular XVI, XVII, XVIII      | Ventalló C. Església                                                                     | 42° 08′ 56″ N, 3° 01′ 35″ E / 42.148965°N,3.026368°E | IPA-20381     | Carregueu una nova foto d'aquest monument                                                                                                 |
| Llindes portes d'accés habitatges                 | BCIL 2011    | Obra popular XVII, XVIII                        | Ventalló Pl. Major 2, c. Mossèn Trayter 2 i 6, c. de l'Església 9, c. del Mar 9, 11 i 13 | 42° 08′ 55″ N, 3° 01′ 35″ E / 42.148709°N,3.026525°E | IPA-20382     | Llindes portes d'accés habitatges (Ventalló) · Vegeu més fotos d'aquest monument · Carregueu una nova foto d'aquest monument              |
| Església parroquial de Sant Sadurní de Montiró    | BCIL 2011    | Romànic, barroc XII-XIII, XVII                  | Ventalló Pl. de l'Església, 1, Montiró                                                   | 42° 09′ 17″ N, 3° 04′ 11″ E / 42.154698°N,3.069824°E | IPA-20384     | Església parroquial de Sant Sadurní de Montiró (Ventalló) · Vegeu més fotos d'aquest monument · Carregueu una nova foto d'aquest monument |
| Santuari de Santa Maria de l'Om                   | BCIL 2011    | Romànic, neoclassicisme XII-XIII, XVII-XVIII    | Ventalló Al mig dels termes de Pelacalç i Montiró, des de la ctra. GIV-6301              | 42° 09′ 00″ N, 3° 03′ 49″ E / 42.150094°N,3.063646°E | IPA-20387     | Santuari de Santa Maria de l'Om (Ventalló) · Vegeu més fotos d'aquest monument · Carregueu una nova foto d'aquest monument                |
| Capella de l'Assumpta                             | BCIL 2011    | Obra popular XVI                                | Ventalló Al costat de la carretera, a l'entrada al nucli de Pelacalç                     | 42° 08′ 43″ N, 3° 04′ 13″ E / 42.145286°N,3.070213°E | IPA-20388     | Capella de l'Assumpta (Ventalló) · Vegeu més fotos d'aquest monument · Carregueu una nova foto d'aquest monument                          |
| Can Picó                                          | BCIL 2011    | Gòtic tardà, obra popular XVI, XVII-XVIII       | Ventalló C. Can Picó, 1, nucli de Pelacalç                                               | 42° 08′ 44″ N, 3° 04′ 16″ E / 42.145429°N,3.071181°E | IPA-20389     | Can Picó (Ventalló) · Vegeu més fotos d'aquest monument · Carregueu una nova foto d'aquest monument                                       |
| Can Joanmiquel                                    | BCIL 2011    | Gòtic tardà, obra popular XV-XVI                | Ventalló C. Remences, 4, nucli de Pelacalç                                               | 42° 08′ 43″ N, 3° 04′ 16″ E / 42.145168°N,3.071206°E | IPA-20390     | Can Joanmiquel (Ventalló) · Vegeu més fotos d'aquest monument · Carregueu una nova foto d'aquest monument                                 |
| Església parroquial de Santa Eugènia de Saldet    | BCIL 2011    | Romànic, obra popular XI-XII, XIX               | Ventalló Pl. Santa Eugènia, Saldet                                                       | 42° 10′ 16″ N, 3° 03′ 46″ E / 42.171111°N,3.062705°E | IPA-20392     | Església parroquial de Santa Eugènia de Saldet (Ventalló) · Vegeu més fotos d'aquest monument · Carregueu una nova foto d'aquest monument |
| Mas Clarà                                         | BCIL 2011    | Obra popular XVI                                | Ventalló Ctra. GIV-6302 de l'Armentera a Ventalló, Saldet                                | 42° 10′ 14″ N, 3° 03′ 45″ E / 42.170504°N,3.062632°E | IPA-20393     | Mas Clarà (Ventalló) · Vegeu més fotos d'aquest monument · Carregueu una nova foto d'aquest monument                                      |
| Església de Sant Vicenç de Valveralla             | BCIL 2011    | Barroc, Obra popular XVIII                      | Ventalló Plaça davant de l'Església, Valveralla                                          | 42° 09′ 41″ N, 3° 02′ 12″ E / 42.161301°N,3.036681°E | IPA-20395     | Església de Sant Vicenç de Valveralla (Ventalló) · Vegeu més fotos d'aquest monument · Carregueu una nova foto d'aquest monument          |
| Can Marisch                                       | BCIL 2011    | Gòtic-renaixement, obra popular XVI, XVIII      | Ventalló Pl. de l'Empedrat, 1, Valveralla                                                | 42° 09′ 41″ N, 3° 02′ 11″ E / 42.161459°N,3.036524°E | IPA-20396     | Can Marisch (Ventalló) · Vegeu més fotos d'aquest monument · Carregueu una nova foto d'aquest monument                                    |
| Vila-robau                                        |              | Obra popular Medieval, XVI-XVIII                | Ventalló Veïnat de Vila-robau                                                            | 42° 09′ 52″ N, 3° 00′ 31″ E / 42.164504°N,3.008748°E | IPA-20399     | Vila-robau (Ventalló) · Vegeu més fotos d'aquest monument · Carregueu una nova foto d'aquest monument                                     |
| Església parroquial de Sant Andreu                | BCIL 2011    | Barroc XVIII                                    | Ventalló Pl. de Sant Andreu, Vila-robau                                                  | 42° 09′ 52″ N, 3° 00′ 33″ E / 42.164563°N,3.009118°E | IPA-20400     | Església parroquial de Sant Andreu (Ventalló) · Vegeu més fotos d'aquest monument · Carregueu una nova foto d'aquest monument             |
| Església vella de Sant Andreu                     | BCIL 2011    | Preromànic, romànic, obra popular X, XVI, XVIII | Ventalló Pl. de la Rectoria, Vila-robau                                                  | 42° 09′ 55″ N, 3° 00′ 31″ E / 42.165207°N,3.008609°E | IPA-20401     | Carregueu una nova foto d'aquest monument                                                                                                 |
| Casa al carrer de l'Església, 4                   |              | Obra popular XVI                                | Ventalló C. de l'Església, 4                                                             | 42° 08′ 55″ N, 3° 01′ 35″ E / 42.148749°N,3.026374°E | IPA-38363     | Casa al carrer de l'Església, 4 (Ventalló) · Vegeu més fotos d'aquest monument · Carregueu una nova foto d'aquest monument                |
| Escoles, CEIP Ventalló                            | BCIL 2011    | Noucentisme XX Inici                            | Ventalló C. de les Escoles, 1                                                            | 42° 09′ 02″ N, 3° 01′ 34″ E / 42.150672°N,3.026211°E | IPA-38364     | Escoles (Ventalló) · Vegeu més fotos d'aquest monument · Carregueu una nova foto d'aquest monument                                        |
| Ca la Magdalena                                   | BCIL 2011    | Obra popular, modernisme XIX Inici, XX Inici    | Ventalló C. Major, 19                                                                    | 42° 08′ 59″ N, 3° 01′ 36″ E / 42.149605°N,3.026701°E | IPA-38365     | Carregueu una nova foto d'aquest monument                                                                                                 |
| Font de la Plaça de la Font de Ventalló           | BCIL 2011    | Obra popular XIX Inici                          | Ventalló Pl. de la Font                                                                  | 42° 08′ 57″ N, 3° 01′ 35″ E / 42.149276°N,3.026302°E | IPA-38366     | Font de la plaça de la Font (Ventalló) · Vegeu més fotos d'aquest monument · Carregueu una nova foto d'aquest monument                    |
| Pou i font del Carrer del Pou                     |              | Obra popular XX                                 | Ventalló C. del Pou, 3                                                                   | 42° 08′ 59″ N, 3° 01′ 38″ E / 42.149695°N,3.027119°E | IPA-38367     | Pou i font del carrer del Pou (Ventalló) · Vegeu més fotos d'aquest monument · Carregueu una nova foto d'aquest monument                  |
| Can Ribes                                         | BCIL 2011    | Obra popular, gòtic XVI                         | Ventalló C. de la Verge, 2, Valveralla                                                   | 42° 09′ 40″ N, 3° 02′ 11″ E / 42.161247°N,3.036511°E | IPA-38368     | Can Ribes (Ventalló) · Vegeu més fotos d'aquest monument · Carregueu una nova foto d'aquest monument                                      |
| Rectoria de Saldet                                | BCIL 2011    | Obra popular XVII, XIX                          | Ventalló Pl. de Santa Eugènia, 3, Saldet                                                 | 42° 10′ 16″ N, 3° 03′ 46″ E / 42.171201°N,3.062754°E | IPA-38369     | Rectoria de Saldet (Ventalló) · Vegeu més fotos d'aquest monument · Carregueu una nova foto d'aquest monument                             |
| Can Pere Batlle                                   |              | Obra popular XVII                               | Ventalló Pl. Major, 2                                                                    | 42° 08′ 56″ N, 3° 01′ 38″ E / 42.148965°N,3.027112°E | IPA-38400     | Can Pere Batlle (Ventalló) · Vegeu més fotos d'aquest monument · Carregueu una nova foto d'aquest monument                                |
| Portal de Vila-robau                              |              | Obra popular XVII-XVIII                         | Ventalló A l'extrem nord-oest del nucli urbà de la població                              | 42° 09′ 54″ N, 3° 00′ 31″ E / 42.165117°N,3.008688°E | IPA-38770     | Portal de Vila-robau (Ventalló) · Vegeu més fotos d'aquest monument · Carregueu una nova foto d'aquest monument                           |
| Can Geli                                          |              | Obra popular XVII-XIX                           | Ventalló C. Tramuntana, 1, Montiró                                                       | 42° 09′ 20″ N, 3° 04′ 11″ E / 42.155445°N,3.069758°E | IPA-38775     | Can Geli (Ventalló) · Vegeu més fotos d'aquest monument · Carregueu una nova foto d'aquest monument                                       |
| Can Batlle                                        |              | Obra popular XIX Mitjan                         | Ventalló C. Ponent, 2 - c. Palau, Montiró                                                | 42° 09′ 19″ N, 3° 04′ 11″ E / 42.155144°N,3.069673°E | IPA-38776     | Can Batlle (Ventalló) · Vegeu més fotos d'aquest monument · Carregueu una nova foto d'aquest monument                                     |
| Can Viader, Can Siurana                           |              | Obra popular XVII, XIX                          | Ventalló C. Narcís Siurana, 2, Montiró                                                   | 42° 09′ 18″ N, 3° 04′ 12″ E / 42.154896°N,3.070127°E | IPA-38777     | Can Viader (Ventalló) · Vegeu més fotos d'aquest monument · Carregueu una nova foto d'aquest monument                                     |
| Casa al carrer Sant Sadurní, 1                    |              | Obra popular XVII-XIX                           | Ventalló C. Sant Sadurní, 1, Montiró                                                     | 42° 09′ 15″ N, 3° 04′ 11″ E / 42.154279°N,3.069775°E | IPA-38778     | Casa al carrer Sant Sadurní, 1 (Ventalló) · Vegeu més fotos d'aquest monument · Carregueu una nova foto d'aquest monument                 |
| Rectoria de Montiró                               |              | Obra popular XVII-XVIII                         | Ventalló Pl. Palau, 2, Montiró                                                           | 42° 09′ 17″ N, 3° 04′ 11″ E / 42.154842°N,3.069782°E | IPA-38779     | Rectoria de Montiró (Ventalló) · Vegeu més fotos d'aquest monument · Carregueu una nova foto d'aquest monument                            |
| Carrer porxat de Vila-robau                       |              | Obra popular XVII-XVIII                         | Ventalló Dins del nucli urbà de Vila-robau, al costat de la pl. Sant Andreu              | 42° 09′ 54″ N, 3° 00′ 32″ E / 42.164964°N,3.008912°E | IPA-38781     | Carrer porxat de Vila-robau (Ventalló) · Vegeu més fotos d'aquest monument · Carregueu una nova foto d'aquest monument                    |
| La Ceiba                                          | BCIL 2011    | Modernisme, obra popular XVII, XX Inici         | Ventalló Pl. Santa Eugènia, 2, Saldet                                                    | 42° 10′ 17″ N, 3° 03′ 47″ E / 42.171318°N,3.063099°E | IPA-38840     | Carregueu una nova foto d'aquest monument                                                                                                 |
| Casa a la plaça de l'Empedrat, 4                  |              | Obra popular XVIII                              | Ventalló Pl. de l'Empedrat, 4, Valveralla                                                | 42° 09′ 42″ N, 3° 02′ 12″ E / 42.161653°N,3.036621°E | IPA-38841     | Casa a la plaça de l'Empedrat, 4 (Ventalló) · Vegeu més fotos d'aquest monument · Carregueu una nova foto d'aquest monument               |
| Can Saliné                                        |              | Obra popular XX Inici                           | Ventalló C. Migdia, 2, Montiró                                                           | 42° 09′ 16″ N, 3° 04′ 13″ E / 42.154333°N,3.070278°E | IPA-38842     | Can Saliné (Ventalló) · Vegeu més fotos d'aquest monument · Carregueu una nova foto d'aquest monument                                     |
| Molí de l'Arbre Sec                               | BCIL 2011    | Obra popular XIX Mitjan                         | Ventalló Encreuament entre la C-31 i la GIV-6302, al nord-est del municipi               | 42° 09′ 44″ N, 3° 02′ 43″ E / 42.162316°N,3.045168°E | IPA-38849     | Carregueu una nova foto d'aquest monument                                                                                                 |
| Ajuntament de Ventalló                            |              | Obra popular XVIII Final, XX                    | Ventalló Pl. Major, 1                                                                    | 42° 08′ 56″ N, 3° 01′ 37″ E / 42.149024°N,3.026858°E | IPA-39708     | Ajuntament de Ventalló · Vegeu més fotos d'aquest monument · Carregueu una nova foto d'aquest monument                                    |
| Antic Molí de Vila-robau                          | BCIL 2011    | Obra popular XVIII-XIX                          | Ventalló Veïnat de Vila-robau, paratge dels camps del Fluvià                             | 42° 09′ 53″ N, 3° 00′ 44″ E / 42.164851°N,3.012174°E | IPA-39709     | Carregueu una nova foto d'aquest monument                                                                                                 |
| Casa al carrer de Mossèn Trayter, 4               |              | Obra popular, gòtic XVI                         | Ventalló C. Mossèn Trayter, 4                                                            | 42° 08′ 57″ N, 3° 01′ 37″ E / 42.149163°N,3.027082°E | IPA-39710     | Casa al carrer Mossèn Trayter, 4 (Ventalló) · Vegeu més fotos d'aquest monument · Carregueu una nova foto d'aquest monument               |
| Font Xicomenut                                    | BCIL 2011    | Obra popular                                    | Ventalló Polígon 8, parcel·la 97                                                         |                                                      | IPA-41076     | Carregueu una nova foto d'aquest monument                                                                                                 |
| Font Peregrina                                    | BCIL 2011    | Obra popular                                    | Ventalló Polígon 1, parcel·la 274                                                        |                                                      | IPA-41077     | Carregueu una nova foto d'aquest monument                                                                                                 |
| Cal Ferrer                                        | BCIL 2011    | Obra popular, gòtic XV-XVI, XVII-XVIII          | Ventalló C. Rectoria, 5 - pl. de la Rectoria, Vila-robau                                 | 42° 09′ 54″ N, 3° 00′ 31″ E / 42.165072°N,3.008565°E | IPA-41078     | Cal Ferrer (Ventalló) · Vegeu més fotos d'aquest monument · Carregueu una nova foto d'aquest monument                                     |
| Can Gatius Vell                                   | BCIL 2011    |                                                 | Ventalló A l'est del Torrent Gran, sota el carrer de Can Betes                           | 42° 09′ 40″ N, 3° 02′ 03″ E / 42.161084°N,3.034138°E | IPA-41079     | Carregueu una nova foto d'aquest monument                                                                                                 |
| Mas Gros                                          | BCIL 2011    | XVII                                            | Ventalló Polígon 5, parcel·la 90                                                         | 42° 08′ 43″ N, 3° 03′ 52″ E / 42.14532°N,3.06443°E   | IPA-41080     | Carregueu una nova foto d'aquest monument                                                                                                 |
| Cadirat                                           | BCIL 2011    | XVIII                                           | Ventalló Vila-robau                                                                      | 42° 09′ 55″ N, 3° 01′ 05″ E / 42.165360°N,3.018133°E | IPA-41081     | Carregueu una nova foto d'aquest monument                                                                                                 |
| Pou de gel Vila-robau, Pou de glaç Valveralla     | BCIL 2011    | Obra popular XVII, XVIII                        | Ventalló Vila-robau                                                                      |                                                      | IPA-41082     | Carregueu una nova foto d'aquest monument                                                                                                 |
| Molí Roques del Tit                               |              | Obra popular XVII-XVIII, XIX                    | Ventalló Velveralla, Vilarosau                                                           |                                                      | IPA-42996     | Carregueu una nova foto d'aquest monument                                                                                                 |